# Heinrich Isaacks
Heinrich Isaacks (ur. 3 maja 1985 w Windhuku) – nambijski piłkarz występujący na pozycji napastnika. W 2008 roku jako piłkarz Civics FC zdobył Puchar Namibii. W reprezentacji Namibii rozegrał 33 meczów strzelając w nich 4 gole. Zadebiutował w niej w przegranym meczu towarzyskim 0:1 z reprezentacją RPA.